# 아라카와 시즈카
아라카와 시즈카(일본어: 荒川 静香, 1981년 12월 29일~)는 일본의 전직 피겨스케이팅 선수이자 해설 위원이다.
도쿄 사나가와 출신으로 2006년 동계 올림픽에서 사샤 코언을 누르고 일본 올림픽 피겨스케이팅 사상 최초로 금메달을 획득했다. 현재는 프로 피겨스케이터 겸 피겨스케이팅 해설 위원으로 활동하고 있다. 와세다 대학을 졸업했고, 그의 주특기로는 유연성을 살린 이나 바우어가 있다.

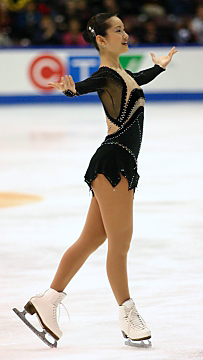
2003년 스케이트 아메리카 당시의 아라카와

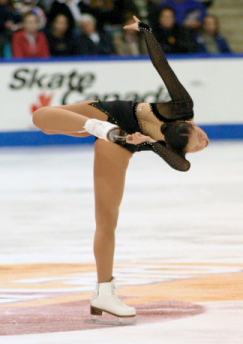
2003년 스케이트 캐나다에서 도넛 스핀을 선보이고 있는 아라카와

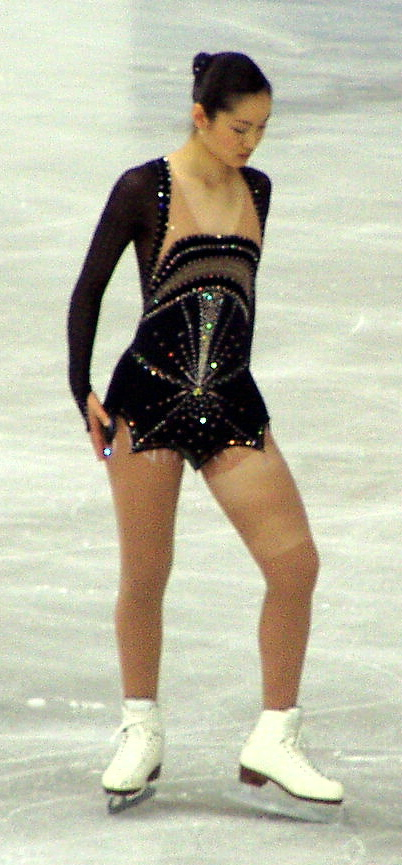
2004년 세계 선수권 대회 당시의 아라카와

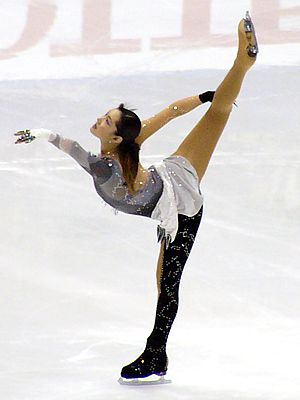
2004년 NHK 트로피 당시의 아라카와

## 기본 정보
- ISU 공인 개인 최고 기록
  - 쇼트프로그램: 66.02 (2006 올림픽)
  - 프리스케이팅: 125.32 (2006 올림픽)
  - 총점: 191.34 (2006 올림픽)

## 아이스쇼
- 2007-2008시즌 미일 대항전 갈라쇼 특별 게스트(일본)
- 2008 페스타 온 아이스 (대한민국)